# Prochaines élections législatives françaises
Les prochaines élections législatives françaises sont prévues au plus tard le 17 juin 2029 pour le premier tour et le 24 juin 2029 pour le second tour. Néanmoins, au vu du contexte politique, une dissolution de l'Assemblée nationale est envisagée soit dès 2025 soit en 2027 après l'élection présidentielle.

## Contexte
Depuis les élections anticipées de 2024, l'Assemblée nationale est fragmentée sans majorité claire. Cela mène à une crise politique avec une période de deux mois sans gouvernement, chose inédite en France depuis la monarchie de juillet. De plus, le gouvernement Barnier est censuré après seulement trois mois d'exercice du pouvoir en raison d'une motion de censure en vertu de l'article 49 alinéa 3 de la Constitution (Michel Barnier ayant engagé la responsabilité de son gouvernement sur le budget). Son successeur, François Bayrou réussit à faire passer un budget en février 2025 en raison de l'abstention des députés RN, UDR et PS lors du vote de la motion de censure consécutive à l'engagement de la responsabilité du gouvernement. Le Premier ministre annonce rapidement son intention de mettre en place un scrutin proportionnel pour les futures élections législatives, chose inédite en France depuis 1986.

Dans le même temps des rumeurs sur une potentielle nouvelle dissolution de l'Assemblée nationale par Emmanuel Macron dès l'automne 2025 sont émises[Par qui ?]. 

## Système électoral
L'Assemblée nationale est composée de 577 sièges pourvus pour cinq ans au scrutin uninominal majoritaire à deux tours dans autant de circonscriptions.
Est élu au premier tour le candidat qui réunit la majorité absolue des suffrages exprimés et un nombre de voix au moins égal au quart des électeurs inscrits dans la circonscription, soit 25 %. Si aucun des candidats ne satisfait ces conditions, un second tour est organisé entre les candidats ayant réuni un nombre de voix au moins égal à un huitième des inscrits, soit 12,5 %. Les deux candidats arrivés en tête du 1er tour se maintiennent néanmoins par défaut si un seul ou aucun d'entre eux n'a atteint ce seuil. Au second tour, le candidat arrivé en tête est déclaré élu,.
Le seuil de qualification, basé sur un pourcentage du total des inscrits et non des suffrages exprimés, rend plus difficile l'accès au second tour lorsque l'abstention est élevée, mais permet en revanche celle de plus de deux candidats s'ils franchissent ce seuil. Les candidats en lice au second tour peuvent ainsi être trois, un cas de figure appelé « triangulaire ». Les second tours où s'affrontent quatre candidats, appelés « quadrangulaire » sont également possibles, mais beaucoup plus rares,.

## Sondages

### Passage à un scrutin proportionnel
En décembre 2024, d'après une enquête d’opinion réalisée par Mascaret pour l'institut Odoxa pour Public Sénat, 74 % des Français sont favorables à l'entrée en vigueur d'un scrutin proportionnel intégral pour les futures élections législatives.

### Candidats
Tout sondage d'opinion est affecté par une marge d'erreur.
Une couleur arbitraire est associée à chaque institut de sondage ; ces couleurs sont une aide visuelle et ne correspondent pas à une tendance politique.
| Sondeur   | Date             | Échantillon | EXG    | NFP     | NFP     | NFP     | NFP     | DVG    | ENS     | ENS     | ENS     | ENS     | ENS     | DVD    | LR     | RN et alliés | RN et alliés | DLF   | REC    | Autres |
| --------- | ---------------- | ----------- | ------ | ------- | ------- | ------- | ------- | ------ | ------- | ------- | ------- | ------- | ------- | ------ | ------ | ------------ | ------------ | ----- | ------ | ------ |
| Sondeur   | Date             | Échantillon | EXG    |         |         |         |         | DVG    |         |         |         |         |         | DVD    | LR     |              |              | DLF   | REC    | Autres |
| Sondeur   | Date             | Échantillon | EXG    | LFI     | LÉ      | PCF     | PS      | DVG    | RE      | MoDem   | HOR     | PRV     | UDI     | DVD    | LR     | UDR          | RN           | DLF   | REC    | Autres |
| Sondeur   | Date             | Échantillon |        |         |         |         |         |        |         |         |         |         |         |        |        |              |              |       |        |        |
| Elabe     | 3-5 juin 2025    | 1 610       | 1,5 %  | 10 %    | 16 %    | 16 %    | 16 %    | 3,5 %  | 15,5 %  | 15,5 %  | 15,5 %  | 15,5 %  | 15,5 %  | 3 %    | 10,5 % | 33 %         | 33 %         | —     | 2,5 %  | 4,5 %  |
| Elabe     | 3-5 juin 2025    | 1 610       | 2 %    | 21 %    | 21 %    | 21 %    | 21 %    | 6,5 %  | 15,5 %  | 15,5 %  | 15,5 %  | 15,5 %  | 15,5 %  | 3,5 %  | 10 %   | 32,5 %       | 32,5 %       | —     | 3 %    | 6 %    |
| Ifop      | 3-4 juin 2025    | 1 500       | 0,5 %  | 9 %     | 5 %     | 3 %     | 12 %    | 3 %    | 16 %    | 16 %    | 16 %    | 16 %    | 16 %    | 2 %    | 10 %   | 0,5 %        | 34 %         | 1 %   | 2,5 %  | 1,5 %  |
| Ifop      | 3-4 juin 2025    | 1 500       | 1 %    | 11 %    | 11 %    | 13 %    | 13 %    | 4 %    | 18 %    | 18 %    | 18 %    | 18 %    | 18 %    | 1,5 %  | 11 %   | 0,5 %        | 35 %         | 1,5 % | 2 %    | 1,5 %  |
| Ifop      | 3-4 juin 2025    | 1 500       | 0,5 %  | 21 %    | 21 %    | 21 %    | 21 %    | 7 %    | 18 %    | 18 %    | 18 %    | 18 %    | 18 %    | 2 %    | 11 %   | 1 %          | 35 %         | 1 %   | 2 %    | 1,5 %  |
| Ifop      | 5-6 février 2025 | 1 377       | 1 %    | 14 %    | 14 %    | 14 %    | 13 %    | 2 %    | 15 %    | 15 %    | 15 %    | 15 %    | 15 %    | 1 %    | 13 %   | 1 %          | 35 %         | 1 %   | 3 %    | 1 %    |
| Ifop      | 5-6 février 2025 | 1 377       | 1,5 %  | 8 %     | 19 %    | 19 %    | 19 %    | 2,5 %  | 15 %    | 15 %    | 15 %    | 15 %    | 15 %    | 1 %    | 12 %   | 0,5 %        | 35 %         | 1 %   | 3 %    | 1,5 %  |
| Résultats | 30 juin 2024     | N/A         | 1,14 % | 28,06 % | 28,06 % | 28,06 % | 28,06 % | 1,53 % | 20,04 % | 20,04 % | 20,04 % | 20,04 % | 20,04 % | 3,60 % | 6,57 % | 3,96 %       | 29,26 %      | —     | 0,75 % | 5,09 % |